# Sam Soliman
Sam Soliman (* 13. November 1973 in Melbourne) ist ein australischer Profiboxer ägyptischer Abstammung und ehemaliger Weltmeister der IBF im Mittelgewicht.

## Werdegang
Der erfahrene Kampfsportler (Taekwondo, Karate, Kickboxen, Amateurboxen) gewann unter anderem 1994 in seinem erst sechsten Kampf den ISKA-Titel im Kickboxen gegen Evangelos Goussis (Bilanz: 25-2). Als Amateurboxer gewann er 84 von 95 Kämpfen.
1997 begann er mit dem Profiboxen und gewann noch im selben Jahr die Australische Meisterschaft im Cruisergewicht. 1999 folgten die Australischen Meistertitel im Mittelgewicht und Supermittelgewicht. Im Juni 2000 gelang ihm ein vorzeitiger Sieg gegen Neville Brown (32-7) und damit der Gewinn der Commonwealth-Meisterschaft im Mittelgewicht. Diesen Titel verlor er jedoch in der ersten Verteidigung nach Punkten an Howard Eastman. Beim Kampf um die IBO-Weltmeisterschaft im Mittelgewicht am 27. Januar 2001 in Amsterdam unterlag er gegen den niederländischen Titelträger Raymond Joval (24-2) durch Mehrheitsentscheidung der Punktrichter (2:1).
Nach einem folgenden Punktesieg gegen Cornelius Carr (34-3) boxte er im September 2001 erstmals gegen seinen Landsmann und späteren zweifachen WBA-Weltmeister Anthony Mundine (8-0), unterlag jedoch erneut durch eine Mehrheitsentscheidung. Anschließend blieb er jedoch in 19 Kämpfen ungeschlagen, wobei er unter anderem beachtliche Siege gegen Sakio Bika (10-0), Nader Hamdan (32-0) und Raymond Joval (32-2) erzielte. Bei einem WM-Titelausscheidungskampf im Dezember 2005 unterlag er jedoch nach Punkten gegen Ronald Wright (49-3).
Nach einem gewonnenen Kampf gegen den zweifachen WM-Herausforderer Enrique Ornelas (25-2) boxte er erneut gegen Anthony Mundine um die WBA-Weltmeisterschaft im Mittelgewicht. Dabei verlor er jedoch erstmals in seiner Karriere vorzeitig nach vier Niederschlägen in der neunten Runde. Doch nach folgenden Siegen gegen Max Alexander (14-0) und Wayne Johnsen (17-2) trat er zum dritten Mal gegen Mundine in den Ring, unterlag jedoch erneut nach Punkten.
Anschließend konnte er wieder sieben Kämpfe für sich entscheiden, wobei er auch Eromosele Albert (24-5) und Giovanni Lorenzo (31-4) besiegte. Dies ermöglichte ihm am 1. Februar 2013 einen WM-Ausscheidungskampf gegen Felix Sturm (37-3). Zuerst zum einstimmigen Sieger nach Punkten erklärt, wurde Soliman später die Einnahme des leistungssteigernden Mittels Methylsynephrine nachgewiesen. Der Kampf wurde somit rückwirkend als nicht gewertet beurteilt. Nach einer neunmonatigen Sperre gewann er im Dezember 2013 vorzeitig gegen Les Sherrington (33-6).
Am 31. Mai 2014 gewann er in Krefeld den Rückkampf gegen Felix Sturm einstimmig nach Punkten und errang damit dessen IBF-WM-Titel. Im Oktober 2014 unterlag er jedoch nach Punkten gegen Jermain Taylor (32-4). 2015 verlor er gegen Dominic Wade und 2016 gegen Serhij Derewjantschenko.